# Мороло
Мороло (італ. Morolo) — муніципалітет в Італії, у регіоні Лаціо,  провінція Фрозіноне.
Мороло розташоване на відстані близько 70 км на південний схід від Рима, 13 км на захід від Фрозіноне.
Населення — 3261 особа (2014).
Щорічний фестиваль відбувається 8 травня. Покровитель — святий Архангел Михаїл.

## Демографія
Населення за роками:

Станом на 1 січня 2023 року в муніципалітеті офіційно проживало 138 іноземців з 22 країн, серед них 87 громадян країн Євросоюзу та 4 громадяни України.

## Сусідні муніципалітети
- Ферентіно
- Горга
- Згургола
- Супіно